# Ngog-Kagyü
| Tibetische Bezeichnung                   |
| ---------------------------------------- |
| Tibetische Schrift: རྔོག་བཀའ་བརྒྱུད་པ་        |
| Wylie-Transliteration: rNgog bKa'-brgyud |

Die  Ngog-Kagyü  (tib. rngog bka' brgyud )- oder Ngog-Schule (rngog pa) ist eine auf den Marpa-Schüler Ngog Chöku Dorje (rngog chos sku rdo rje; 1036–1102) zurückgehende Übertragungslinie im tibetischen Buddhismus, die sich vom Marpa-Kagyü unterscheidet, und unabhängig für mehrere hundert Jahre existierte. In ihr spielte das Hevajra-Tantra eine wichtige Rolle.
Der Ngog-Zweig war eine unabhängige Linie der Kagyü-Schulrichtung, die von den Schülern mindestens bis zum 2. Drugchen Gyelwang Künga Peljor (rgyal dbang kun dga' dpal 'byor; 1428–1476) übertragen wurde, der diese Übertragung erhielt, und 1476, als Gö Lotsawa die Blauen Annalen vollendete.
Der 1. Karmapa Düsum Khyenpa (karma pa dus gsum mkhyen pa; 1110–1193) hatte die Überlieferung der Exegese des Hevajra-Tantras von Kyangmo Pangkhawa (rkyang mo spang kha ba), einem Schüler von Metön Tshonpo (mes ston tshon po), einer der "Vier Säulen", erhalten.